# Margaret Blye
Margaret „Maggie“ Jane Blye (* 24. Oktober 1942 in Houston, Texas; † 24. März 2016 in West Hollywood, Kalifornien) war eine US-amerikanische Schauspielerin.

## Frühe Jahre
Blye wurde in Houston, Texas geboren. Nach einem Studium der Betriebswirtschaftslehre an der Universität von Texas, wechselte sie zur UCLA, wo sie mit der Schauspielerei begann. Bei einer Aufführung der West Side Story wurde ein Talentsucher der 20th Century Fox Studios auf sie aufmerksam.

## Fernsehen
Blye spielte regelmäßig in der ABC-Serie Kodiak in der Rolle der Polizei-Funkdienstleiterin Maggie.
Sie spielte in einer Anzahl beliebter Fernsehserien mit, darunter als Betty Kaster in der Perry Mason Episode „The Case of the Lover´s Gamble“, 1965. Außerdem hatte sie Gastauftritte in Hazel, Rauchende Colts und Casey.

## Filme
Sie spielte 1967 eine Rolle in dem Paul-Newman-Film Man nannte ihn Hombre und in Charlie staubt Millionen ab Michael Caines Freundin, sowie 1967 an der Seite von James Coburn im Western Wasserloch Nr. 3.
Erneut zusammen mit Coburn spielte sie 1975 eine Rolle in Ein stahlharter Mann.
Blyes Karriere erfuhr in den späten 70ern eine Wandlung. In dem ihr gewidmeten Nachruf in der Online-Version des The Telegraph steht dazu: „Am Ende des Jahrzehnts jedoch wurde Maggie Blye nicht mehr für romantische Rollen in Betracht gezogen.“ Blye erklärte selber: „Innerhalb von zwei Jahren wandelten sich meine Rolle von der der Tochter zu der der Mutter.“

## Tod
Margaret Jane Blye starb am 24. März 2016 an Krebs in ihrem Haus in West Hollywood, Kalifornien im Alter von 73 Jahren. Sie hinterließ ihren Bruder, Richard Blye, und eine Schwester, Judy Blye Wilson.

## Filmografie
- 1964–1965: Rauchende Colts (Gunsmoke, Fernsehserie, 2 Folgen)
- 1967: Man nannte ihn Hombre (Hombre)
- 1967: Wasserloch Nr. 3 (Waterhole No. 3)
- 1969: Charlie staubt Millionen ab (The Italian Job)
- 1973: Die Rivalin (Ash Wednesday)
- 1975: Ein stahlharter Mann (Hard Times)
- 1980: Kleine Biester (Little Darlings)
- 1981: Hart aber herzlich (Hart to Hart; Fernsehserie, Folge Die Kugel des Mörders)
- 1982: Entity – Es gibt kein Entrinnen vor dem Unsichtbaren, das uns verfolgt (The Entity)